# 坂崎直盛
坂崎 直盛（さかざき なおもり） / 宇喜多 詮家（うきた あきいえ）は、戦国時代から江戸時代前期にかけての武将・大名。宇喜多忠家の子。宇喜多直家の甥にあたる。宇喜多秀家に仕えた後に徳川家康に仕えた。関ヶ原の戦いの功により津和野城主となって坂崎と改姓。同時代史料に見える名前は「浮（田）左京知家」「宇喜多左京正勝」であり、「宇喜多詮家」の名は『備前軍記』に由来する俗説である。また、文禄年間頃から「浮田」と称し始めたと考えられている（後述）。

## 生涯

### 宇喜多家時代と関ヶ原
備前国の戦国大名の宇喜多直家の弟である宇喜多忠家の子として生まれ、従弟の宇喜多秀家に仕えた。父・忠家が豊臣秀吉の直臣に取り立てられた（直後に出家する）天正14年（1586年）頃に家督を相続したと考えられている。
文禄3年（1594年）冬頃、詮家は大坂城下でキリシタンの講話を聞いてその教義に傾倒した。日本人修道士のヴィセンテ洞院は、詮家がキリスト教に傾倒していることを知って詮家を小西行長の屋敷に招き、徹夜でキリスト教の教義を議論した結果、詮家は洗礼を強く希望した。それに対してヴィセンテは多くの教理を理解しなければ受洗は難しいと説明したが、詮家はできるだけ早く洗礼を受けることを求めて受洗し、パウロの洗礼名を名乗った。
当時の豊臣政権は、天正15年（1587年）のバテレン追放令によってキリスト教の信仰を制限していたため、ヴィセンテは詮家の身の安全のため入信を隠すように約束させたが、詮家は約束を破って備前国に帰国して入信を宣伝し、布教のようなことを始めたという。なお、詮家の受洗の経緯はこの頃のイエズス会宣教師オルガンティーノの書簡に詳しく記されている。
文禄5年（1596年）、詮家は自身の屋敷にイエズス会の宣教師を招き、同僚の明石全登への宣教を依頼し、松田毅一の推定によると同年末か翌年初頭、大西泰正の推定によると同年10月までに全登は受洗したという。同年10月に秀吉によって再度禁教令が発布され、京都や大坂の多くのキリシタンが捕縛され長崎へ送られて処刑されたが（長崎二十六聖人殉教事件）、この禁教令が発布された直後、詮家・全登は大坂の教会を訪れて2人のイエズス会の宣教師を説得して退避先に逃がしたというエピソードがある。
詮家は従弟の宇喜多秀家に仕えて、2万4000石の知行を与えられていたが、折り合いが悪かった。また、文禄年間頃より、「宇喜多」の名字は嫡流だけが名乗るものとされ、庶流は「浮田」と称することとされたと推測されており、詮家もそれに従って浮田と称するようになるが、この方針自体が当主への集権化と庶流の従属強化を意図して制度化されたものと考えられている（それまでも庶流において「浮田」を名乗る者はいたが、「宇喜多」「浮田」の名乗りに関する規制は存在しなかったとみられる）。当主への集権化はそれまで大きな権力を有していた庶流や重臣への圧迫にもつながり、対立を深めることになったと思われる。
慶長5年（1600年）1月に宇喜多氏において御家騒動が発生すると、主君の宇喜多秀家と対立することとなる。徳川家康の裁定によってそのまま家康のもとに御預けとなり、直後に発生した関ヶ原の戦いでは東軍に与して本戦に参加した。ただし、大西泰正は『戸川記』の記述から、家康の裁定後に一旦は岡山に戻って引き続き秀家に仕えることになったものの、会津征伐に際して宇喜多軍の先発隊として東に向かったとしている。しかし、主君・秀家が石田三成と共に西軍として挙兵したために秀家と決別して東軍に参加したとしている（大西は既に徳川率いる東軍に合流してしまっている以上、上方に引き上げて秀家に合流する選択は取りづらかったであろうと述べている）。
戦後その功により石見国津和野に3万石を与えられ、津和野藩を立藩した。この時、宇喜多の名を嫌った家康より坂崎と改めるよう命があり、これ以降坂崎直盛と名乗るようになった。

### 千姫事件
元和元年（1615年）の大坂夏の陣による大坂城落城の際に、家康の孫娘で豊臣秀頼の正室である千姫を大坂城から救出した。その功により、1万石を加増されて4万石となったが、この後、千姫の扱いを巡って、直盛と幕府は対立することになり、最終的に千姫を奪おうとする事件を起こしている。これが千姫事件と呼ばれる。
この千姫事件については、様々な説がある。
- 「直盛が千姫を再嫁させること」を条件に直接家康の依頼を受けていたが、これを反故にされたとする説[要出典]
- 家康は「千姫を助けた者に千姫を与える」と述べただけで直盛に依頼したわけではないという説[1]
- 家康があくまでも「千姫を助けた者に褒美を与える」と述べたのを「千姫を助けた者に彼女を与える」と直盛が都合良く拡大解釈したとする説

また直盛が千姫を救出したかという点についても、様々な説がある。
- 実際に直盛が救出したわけではなく、千姫は豊臣方の武将である堀内氏久に護衛されて直盛の陣まで届けられた後、直盛が徳川秀忠の元へ送り届けた、とする説[要出典]
- この他、直盛が火傷を負いながら千姫を救出したにもかかわらず、その火傷を見た千姫に拒絶されたという説[要出典]

が、このうち火傷に関しては俗説であるという意見もある。
また、事件の原因としてはこうした千姫の救出ではなく、寡婦となった千姫の身の振り方を家康より依頼された直盛が、公家との間を周旋し、縁組の段階まで話が進んでいたところに、突然姫路新田藩主の本多忠刻との縁組が決まったため、面目を潰されたという説もある。
いずれの理由にしても、直盛は大坂夏の陣の後、千姫を奪う計画を立てたとされるが、この計画は幕府に露見していた。幕府方は坂崎の屋敷を包囲して、直盛が切腹すれば家督相続を許すと持ちかけたが、主君を切腹させるわけにはいかないと家臣が拒否し討たれたという説、幕閣の甘言に乗った家臣が直盛が酔って寝ているところを斬首したという説、立花宗茂の計策により、柳生宗矩の諫言に感じ入って自害したという説がある。なお、柳生宗矩の諫言に感じ入ったという説に拠れば、柳生家の家紋の柳生笠（二蓋笠）は坂崎家の家紋を宗矩が譲り受けたとも伝わっている。
一方、当時江戸に滞在していたイギリス商館長リチャード・コックスの日記によれば、
とある。ともあれこの騒動の結果、大名の坂崎氏は断絶した（石見の中村家や加賀の三宅家など、出羽守の子孫と伝わる家も存在する。浜田藩士坂崎十兵衛、金澤藩中三宅一兵衛、日原村瀧元の坂崎氏等其後流と稱せらる。十兵衛、寛文九年浜田藩勘定頭。）。
関ヶ原の戦いに敗れ、改易された出羽横手城主の小野寺義道は、津和野で直盛の庇護を受けていた。直盛の死後、13回忌に義道はその恩義に報いるため、この地に直盛の墓を建てたと言われている。墓には坂崎出羽守ではなく「坂井出羽守」と書かれている。これは徳川家に「坂崎」の名をはばかったとされる（一説に一時、坂井（酒井）を名乗っていたとも言われる）。

## 人物
藩政においては、側溝を多く作ったことによる蚊の大量発生に備えて、鯉の養殖を創始したと伝えられる。また、紙の原料であるコウゾの植樹を奨励するなど、のちの津和野藩に与えた影響は大きい。
直盛の性格は、直情的で愚直、偏執気質だった。慶長10年（1605年）、直盛の甥の宇喜多左門が直盛の家臣を怨恨から殺して出奔する事件が起きたが、直盛は宇和島藩主で縁戚（直盛の姉の夫）にあたる富田信高が左門を匿っていたのを知ると引き渡しを求め、拒否されると武力衝突覚悟で一戦に及ぼうとしたり、引き渡しの一件を家康や秀忠に訴えてまで求めたりするなど、性格にかなりの執拗性が見られる。なお最終的に、幕府は直盛の訴えを受け、慶長18年（1613年）に富田を改易に処し左門を処刑した（富田の改易は大久保長安事件の連座もあったとされる）。
『浦上宇喜多両家記』においては「武気強精、常に荒くして家人など手討する事数知れず、武道も尤も強し。されどもさして勝れたる働きなき故にここに記さず」と記述されており、「気性は荒いが特段の武功はない」という評価もある。

## 関連作品
- 海音寺潮五郎 - 『坂崎出羽守』(文春文庫『豪傑組』収録)